# Agafamosquits de Cuba
L'agafamosquits de Cuba (Polioptila lembeyei) és un ocell de la família dels polioptílids (Polioptilidae).

## Hàbitat i distribució
Habita zones àrides i costaneres amb matolls a Cuba.